# سیارک ۲۰۳۷۱
سیارک ۲۰۳۷۱ (به انگلیسی: 20371 Ekladyous، نامگذاری:1998KE30) بیست هزار و سیصد و هفتاد و یکمین سیارک کشف شده‌است که در ۲۲ مه ۱۹۹۸ کشف شد.
قدر مطلق سیارک برابر ۱۷.۰ است.